# Damiano David

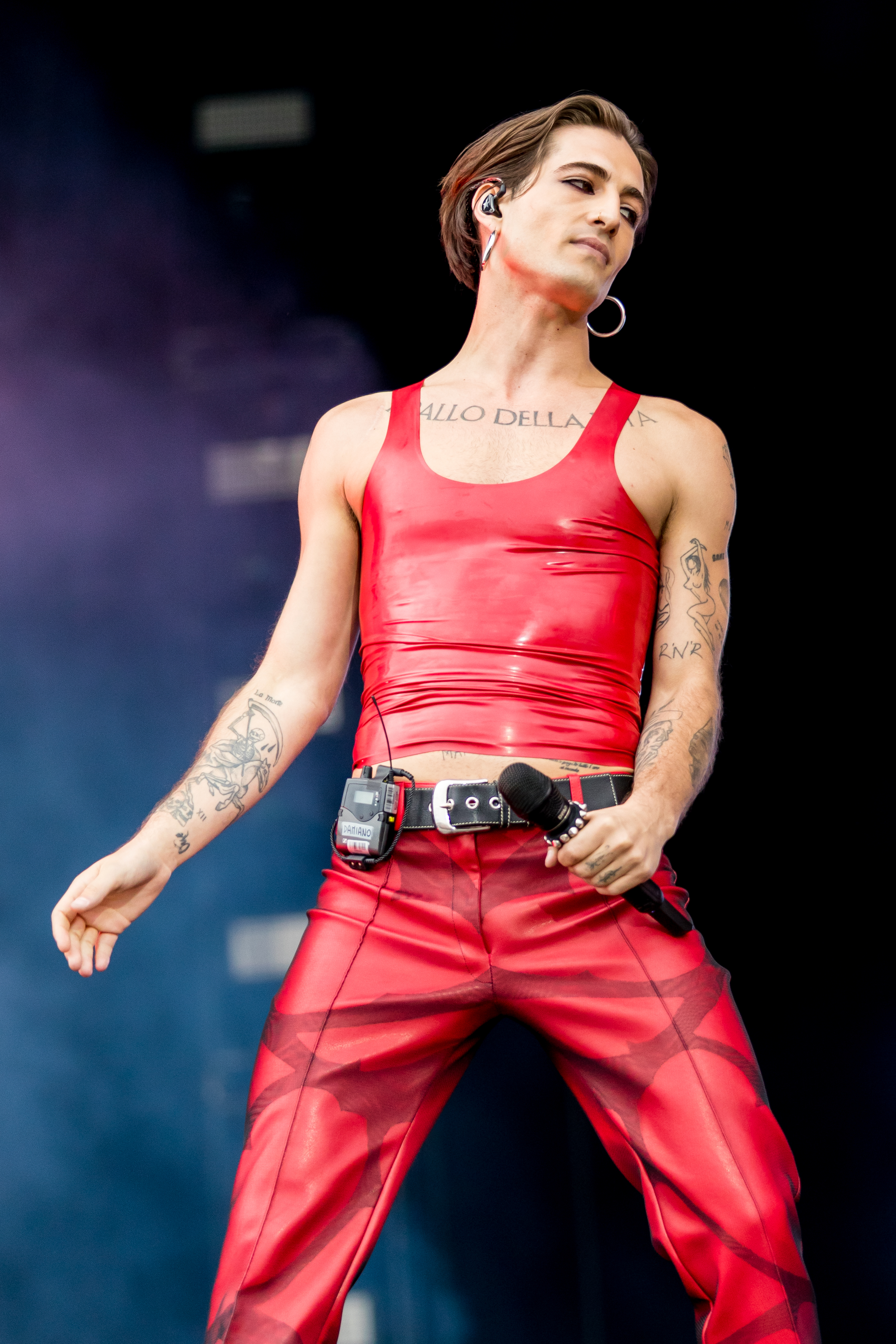
Damiano David auf dem Rock-am-Ring-Festival 2022 in Nürburg

Damiano David (* 8. Januar 1999 in Rom) ist ein italienischer Singer-Songwriter. Er ist der Frontmann der Rockband Måneskin, die das Sanremo-Festival 2021 und anschließend den Eurovision Song Contest 2021 als Vertreter Italiens mit dem Lied Zitti e buoni gewann. Im Jahr 2024 startete David seine musikalische Solokarriere mit den Singles Silverlines und Born with a Broken Heart.

## Leben und Karriere
Als Sohn von Daniele David und Rossella Scognamiglio, beide Flugbegleiter, wurde Damiano im Januar 1999 in Rom geboren. Aufgrund der Arbeit seiner Eltern reisten er und sein älterer Bruder Jacopo von klein auf um die ganze Welt und lernten verschiedene Kulturen kennen. Bis zu seinem 17. Lebensjahr zeigte er ein gewisses Talent als Point Guard beim örtlichen Basketballverein Eurobasket Roma. Er erinnert sich, dass die Basketballerfahrung ihm die nötige Disziplin vermittelte, um in seinem späteren Leben erfolgreich zu sein.
David begann im Alter von sechs Jahren zu singen und lernte während seiner Schulzeit Victoria De Angelis und Thomas Raggi kennen, mit denen er später die Band Måneskin gründete. Er besuchte das Sprachengymnasium Eugenio Montale in Rom, schloss die Schule aber nicht ab und widmete sich stattdessen seiner Musikkarriere. Dafür bekam er von seinen Eltern vollste Unterstützung. Als er sich als Sänger für die örtliche Band vorstellte, wurde er zunächst abgelehnt, weil sein Stil als „zu poppig“ angesehen wurde. Seine Beharrlichkeit, in der Band mitzumachen, führte schließlich dazu, dass er dennoch akzeptiert wurde. David änderte bald sein Verhalten und seinen Stil, insbesondere seine Bühnenpräsenz und lernte sich frei auszudrücken. Die Band wurde 2016 gegründet und spielte zunächst als Straßenmusiker in den Straßen Roms. Als sie 2017 den zweiten Platz in der elften Staffel der italienischen Talentshow X Factor belegten, gewannen sie schnell an Bekanntheit. Die Band hatte ihren Durchbruch mit dem Studioalbum Il ballo della vita und ging 2018 und 2019 auf Tour. Im Jahr 2021 wurde ihr zweites Studioalbum Teatro d'ira: Vol. I veröffentlicht.
Nach ihrem Sieg beim Eurovision Song Contest 2021 wurde Damiano fälschlicherweise des Drogenkonsums während des Finales beschuldigt. Nach dem Wettbewerb unterzog sich David aus eigener Initiative einem Drogentest, der negativ ausfiel. David betont, dass er eigenen Angaben zufolge keine harten Drogen konsumiert hat. und, zusammen mit seinen Bandkollegen, ein Verfechter der Drogenbekämpfung ist. David selbst sagte in seinem Interview mit Vogue Italia: „Wir fallen nicht in das Klischee des alkoholisierten und drogenabhängigen Rockstars“. Er sagt, dass er nur zu besonderen Anlässen Alkohol trinkt. Er ist der Meinung, dass Kreativität aus einem „gesunden, trainierten und klaren“ Geist kommt und es widersprüchlich ist, zu versuchen, „unser eigenes Selbst wahrhaftig auszudrücken, indem wir uns an etwas binden, das uns stattdessen abhängig und zu Sklaven macht“. Dabei bezog er sich auch auf den Klub 27.
Im Jahr 2021 war David an der italienischen Synchronisation des Films Cruella beteiligt. Dafür sang er eine Coverversion des Songs I Wanna Be Your Dog von den Stooges und sprach die Rolle von Jeffrey, dem Assistenten des Antagonisten.
2023 trat David in dem Musikvideo für den Song Mil Veces der Sängerin Anitta auf. Im Jahr 2024 startete er seine musikalische Solokarriere mit der von Labrinth produzierten Single Silverlines, erschienen am 27. September. Im folgenden Monat wurde seine zweite Single Born with a Broken Heart veröffentlicht.

## Privates
David war fast sechs Jahre lang mit dem italienischen Model und Influencer Giorgia Soleri liiert. Die beiden trennten sich im Juni 2023.
Im November 2023 wurde berichtet, dass er in einer Beziehung mit der amerikanischen Schauspielerin und Sängerin Dove Cameron ist, mit der er im Februar 2024 erstmals in der Öffentlichkeit auftrat.
Neben Italienisch spricht David fließend Englisch und kann etwas Spanisch und Französisch. Er setzt sich gegen Rassismus und für LGBT+-Rechte ein. David sagte, er sei gegen Drogen und habe sie nie konsumiert:

“Kreativität kommt von einem gesunden Geist. Trainiert. Klar. Das Gehirn ist eine Maschine, die die Zahnräder an Ort und Stelle haben muss, und Drogen sind nur ein riesiger Dreck" [...] Verfallen wir nicht in das Klischee des alkoholkranken und unter Drogen stehenden Rockstars. Die Botschaft, die wir mit unserer Musik verbreiten wollen, ist die Erhöhung des Menschen durch seine Freiheit und wie könnten wir über den Ausdruck des eigenen Selbst sprechen, indem wir uns an etwas binden, das uns abhängig macht, Sklaven?”

Er ist auch ein Fan des Fußballvereins AS Rom.
David mag die Symbolik der griechischen Sagengestalt Ikarus und hat von diesem inspiriert ein Tattoo mit Flügeln und einem Zitat auf seiner Hüfte. Außerdem benutzte er früher „Ykaaar“ als Benutzernamen auf der Social-Media-Plattform Instagram.

## Rezeption
2017 kommentierte X-Factor-Juror Fedez, dass David ein echter Frontmann sei. 2021 lobte Manuel Agnelli ihn mit ähnlichen Worten, er habe ein „natürliches Charisma der großen Frontmänner“. Sein Gesangsstil wurde 2017 als ein „Reggae-Gesangstimbre beschrieben, das es ihm ermöglicht, das Rockrepertoire meisterhaft zu bewältigen, da die musikalischen Einflüsse der Band von Indie-Rock über Glam-Rock bis hin zu Pop-Rock reichen“. Sein charakteristischer androgyner Look und Modestil auf der Bühne wird als eine Mischung aus Hippie-, Vintage- und Glam-Rock der 1970er Jahre gesehen, weswegen er als italienische Modeikone bezeichnet wurde.

## Diskografie

### Solokarriere

#### Alben
| Jahr | Titel Musiklabel                     | Höchstplatzierung, Gesamtwochen, AuszeichnungChartplatzierungen (Jahr, Titel, Musiklabel, Platzierungen, Wochen, Auszeichnungen, Anmerkungen) | Höchstplatzierung, Gesamtwochen, AuszeichnungChartplatzierungen (Jahr, Titel, Musiklabel, Platzierungen, Wochen, Auszeichnungen, Anmerkungen) | Höchstplatzierung, Gesamtwochen, AuszeichnungChartplatzierungen (Jahr, Titel, Musiklabel, Platzierungen, Wochen, Auszeichnungen, Anmerkungen) | Höchstplatzierung, Gesamtwochen, AuszeichnungChartplatzierungen (Jahr, Titel, Musiklabel, Platzierungen, Wochen, Auszeichnungen, Anmerkungen) | Höchstplatzierung, Gesamtwochen, AuszeichnungChartplatzierungen (Jahr, Titel, Musiklabel, Platzierungen, Wochen, Auszeichnungen, Anmerkungen) | Anmerkungen                        |
| Jahr | Titel Musiklabel                     | IT | DE | AT | CH | UK | Anmerkungen                        |
| ---- | ------------------------------------ | --- | --- | --- | --- | --- | ---------------------------------- |
| 2025 | Funny Little Fears Sony Music (Sony) | IT4 (… Wo.)IT | DE5 (5 Wo.)DE | AT3 (5 Wo.)AT | CH2 (… Wo.)CH | UK68 (1 Wo.)UK | Erstveröffentlichung: 16. Mai 2025 |

#### Singles
| Jahr | Titel Album                                 | Höchstplatzierung, Gesamtwochen, AuszeichnungChartplatzierungen (Jahr, Titel, Album, Platzierungen, Wochen, Auszeichnungen, Anmerkungen) | Höchstplatzierung, Gesamtwochen, AuszeichnungChartplatzierungen (Jahr, Titel, Album, Platzierungen, Wochen, Auszeichnungen, Anmerkungen) | Höchstplatzierung, Gesamtwochen, AuszeichnungChartplatzierungen (Jahr, Titel, Album, Platzierungen, Wochen, Auszeichnungen, Anmerkungen) | Anmerkungen                                                |
| Jahr | Titel Album                                 | IT | AT | CH | Anmerkungen                                                |
| --- | ------------------------------------------- | --- | --- | --- | ---------------------------------------------------------- |
| 2024 | Silverlines Funny Little Fears              | IT85 (1 Wo.)IT | — | — | Erstveröffentlichung: 27. September 2024                   |
| 2024 | Born with a Broken Heart Funny Little Fears | IT24 Gold · (33 Wo.)IT | — | CH54 (12 Wo.)CH | Erstveröffentlichung: 25. Oktober 2024 Verkäufe: + 400.000 |
| 2025 | Next Summer Funny Little Fears              | IT56 (14 Wo.)IT | — | CH60 (2 Wo.)CH | Erstveröffentlichung: 28. Februar 2025 Verkäufe: + 100.000 |
| Folgende Lieder erschienen nicht als Single, wurden aber durch das Album zum Download und Streaming bereitgestellt und konnten somit eine Platzierung erlangen: |                                             | | | |                                                            |
| |                                             | | | |                                                            |
| 2025 | The First Time Funny Little Fears           | IT60 (… Wo.)IT | AT66 (… Wo.)AT | CH68 (2 Wo.)CH | Verkäufe: + 2.000                                          |

## Auszeichnungen für Musikverkäufe
| Goldene Schallplatte - Frankreich - 2025: für die Single Next Summer - Spanien - 2025: für die Single Born with a Broken Heart - Ungarn - 2025: für das Lied The First Time | Platin-Schallplatte - Belgien - 2025: für die Single Born with a Broken Heart - Frankreich - 2025: für die Single Born with a Broken Heart - Portugal - 2025: für die Single Born with a Broken Heart |

Anmerkung: Auszeichnungen in Ländern aus den Charttabellen bzw. Chartboxen sind in ebendiesen zu finden.
| Land/RegionAuszeichnungen für Musikverkäufe (Land/Region, Auszeichnungen, Verkäufe, Quellen) | Gold     | Platin     | Verkäufe | Quellen             |
| -------------------------------------------------------------------------------------------- | -------- | ---------- | -------- | ------------------- |
| Belgien (BRMA)                                                                               | —        | Platin1    | 40.000   | ultratop.be         |
| Frankreich (SNEP)                                                                            | Gold1    | Platin1    | 300.000  | snepmusique.com     |
| Italien (FIMI)                                                                               | Gold1    | —          | 50.000   | fimi.it             |
| Portugal (AFP)                                                                               | —        | Platin1    | 10.000   | Einzelnachweise     |
| Spanien (Promusicae)                                                                         | Gold1    | —          | 50.000   | elportaldemusica.es |
| Ungarn (MAHASZ)                                                                              | Gold1    | —          | 2.000    | slagerlistak.hu     |
| Insgesamt                                                                                    | 4× Gold4 | 3× Platin3 |          |                     |

## Filmografie
- 2021: Cruella (Stimme von Jeffrey in der italienisch synchronisierten Version des Films)